# 光榮號鐵甲艦
光榮號（La Gloire）是世界上第一艘鐵甲艦，於1859年在法國土倫下水。該戰艦是法國海軍在克里米亞戰爭後開發的，以因應如匹希斯砲等海軍火砲的快速發展。
在克里米亞戰爭中的金伯恩海戰，法國海軍戰艦倚靠著船隻的鐵甲，抵擋住俄羅斯軍隊的砲火，使得鐵甲艦成為法英兩國艦隊重要的技術發展方向。法國海軍造船師迪皮伊·德·罗梅於1857年獲得海軍部的訂單，並在兩年後完工。

## 海军史上的重要性
作为第一艘远洋装甲舰，光荣号取代了传统的无装甲的木制战列舰，所有主要海军很快都开始建造自己的装甲舰。